# Nashville Metros
Nashville Metros is een Amerikaanse voetbalclub uit Nashville (Tennessee). De club werd opgericht in 1989. De thuiswedstrijden worden in het Ezell Park gespeeld, dat plaats biedt aan 3.500 toeschouwers. De clubkleuren zijn rood-wit.

## Erelijst
- A-League Central Conference

Winnaar (1): 1998